# Varangerhalvön

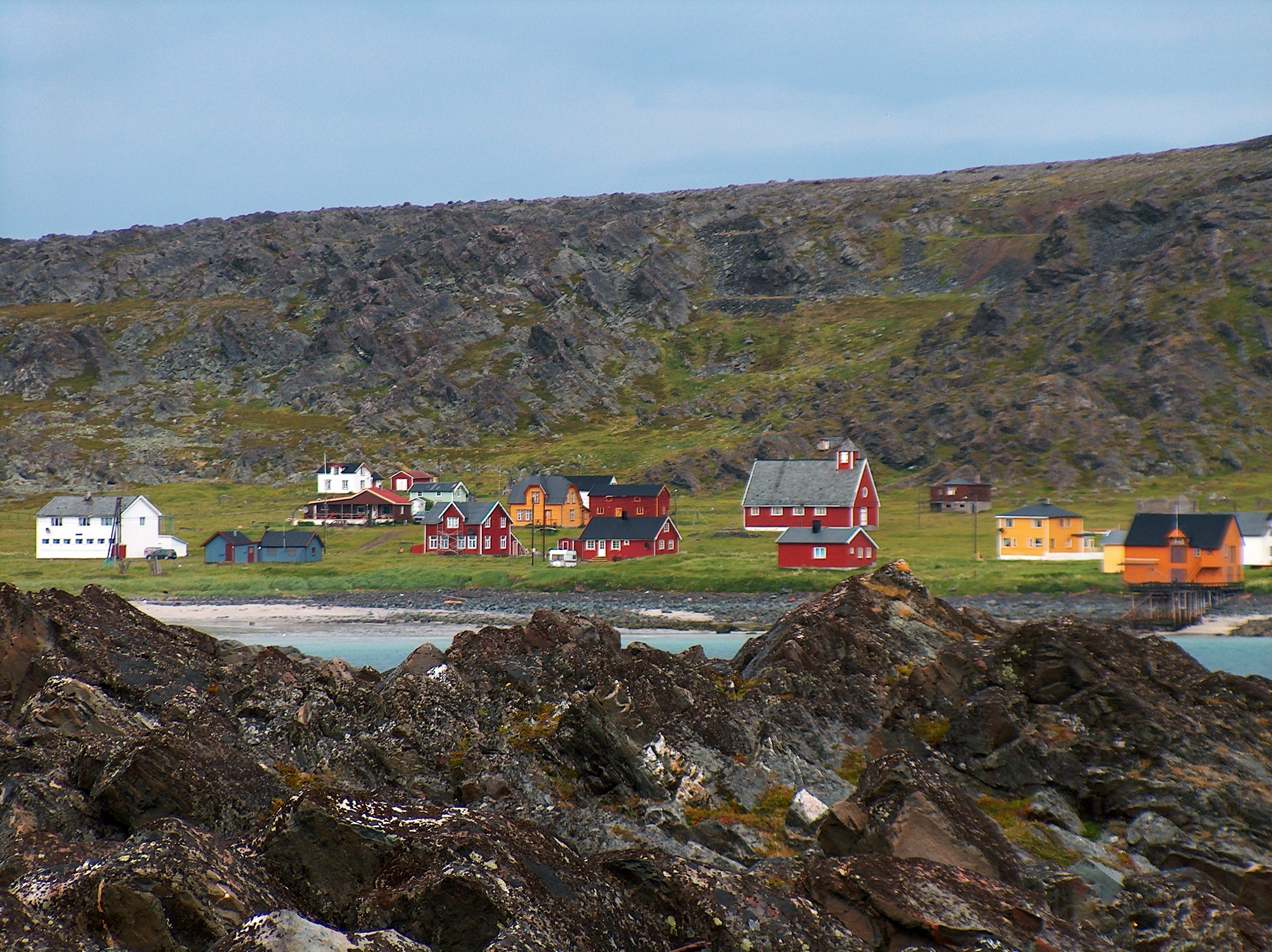
Hamningberg på Varangerhalvön

Varangerhalvön är en halvö i Finnmark fylke i Norge. Den avgränsas av Tanafjorden i väster och Varangerfjorden i söder, i norr och öster ligger Barents hav. Halvön kännetecknas av högfjällsvegetation. Högsta punkten är Stangnestind (724 meter över havet). Några av tätorterna är Vadsø, Vardø, Berlevåg och Båtsfjord.